# Vissersmonument (Egmond aan Zee)
Het Vissersmonument is een monument in Egmond aan Zee in de gemeente Bergen dat herinnert aan omgekomen Egmondse vissers op zee tijdens de Eerste Wereldoorlog en kort daarna. Het monument is ontworpen door de kunstenaar Leendert Bolle en stelt een bakstenen kruis voor. 

## Achtergrond
De visvangst is altijd een belangrijke bron van inkomsten geweest voor het dorp. Tijdens de Eerste Wereldoorlog werd de visserij door onderzeeërs en zeemijnen nog gevaarlijker dan voorheen. Veel vissers namen ondanks de gevaren toch het risico en kwamen niet terug. Onder hen waren de opvarenden van IJM-290 Johanna. Ook na de oorlog bleven de mijnen een gevaar voor de vissersvaartuigen.
Om de omgekomen dorpsgenoten te herdenken werd in december 1919 besloten een monument op te richten. Hiervoor werd een comité gevormd dat onder andere bestond uit burgemeester C.J. Eyma, leraar A.C. Bos en de heer W. van Eenennaam, directeur van de Egmondse visserijschool. Het geld werd bijeengebracht door de bevolking en uit opbrengsten van zang- en dansavonden. Dat laatste werd georganiseerd door mevrouw Schaeffer en mevrouw Schipper-van Hall, laatstgenoemde was ook lid van het comité.
Na een aanbeveling door de Nederlandsche Vereeniging voor Ambachts- en Nijverheidskunst koos het comité in mei 1921 voor een ontwerp van de kunstenaar Leendert Bolle. Het monument werd onthuld in juni 1922, waarbij burgemeester Eyma het gedenkteken namens de gemeente in ontvangst nam.

## Ontwerp
Leendert Bolle ontwierp een groot gestileerd kruis van ongeveer vijf meter hoog met aan de vier zijden natuurstenen plaquettes. Op drie plaquettes staat in reliëf een vrouw in verschillende gemoedstoestanden: wenend, biddend en berustend. Op de vierde plaquette staan twee vissersschepen en de tekst: 
het_zwaar_geteisterde
_Egmond_
aan_zijne_zonen
in_vreedzamen_arbeid
ter_zee_gebleven
tengevolge_van
den_oorlog_van_1914
Om de vier plaquettes bevindt zich voor elk van de omgekomen vissers een afzonderlijke plaquette met in reliëf de naam en het geboorte- en sterfjaar. Het basement van het kruis bestaat uit een golvend motief in natuursteen.

## Honderd jarig bestaan
Ter gelegenheid van het honderd jarig bestaan van het monument in 2022 werd door de vereniging De Parel aan Zee een boekje uitgegeven met afbeeldingen en achtergronden van dertig vissers wiens namen op het monument genoemd worden. Er vond ook een ceremonie bij het monument plaats, in het bijzijn van burgemeester Lars Voskuil.

## Afbeeldingen

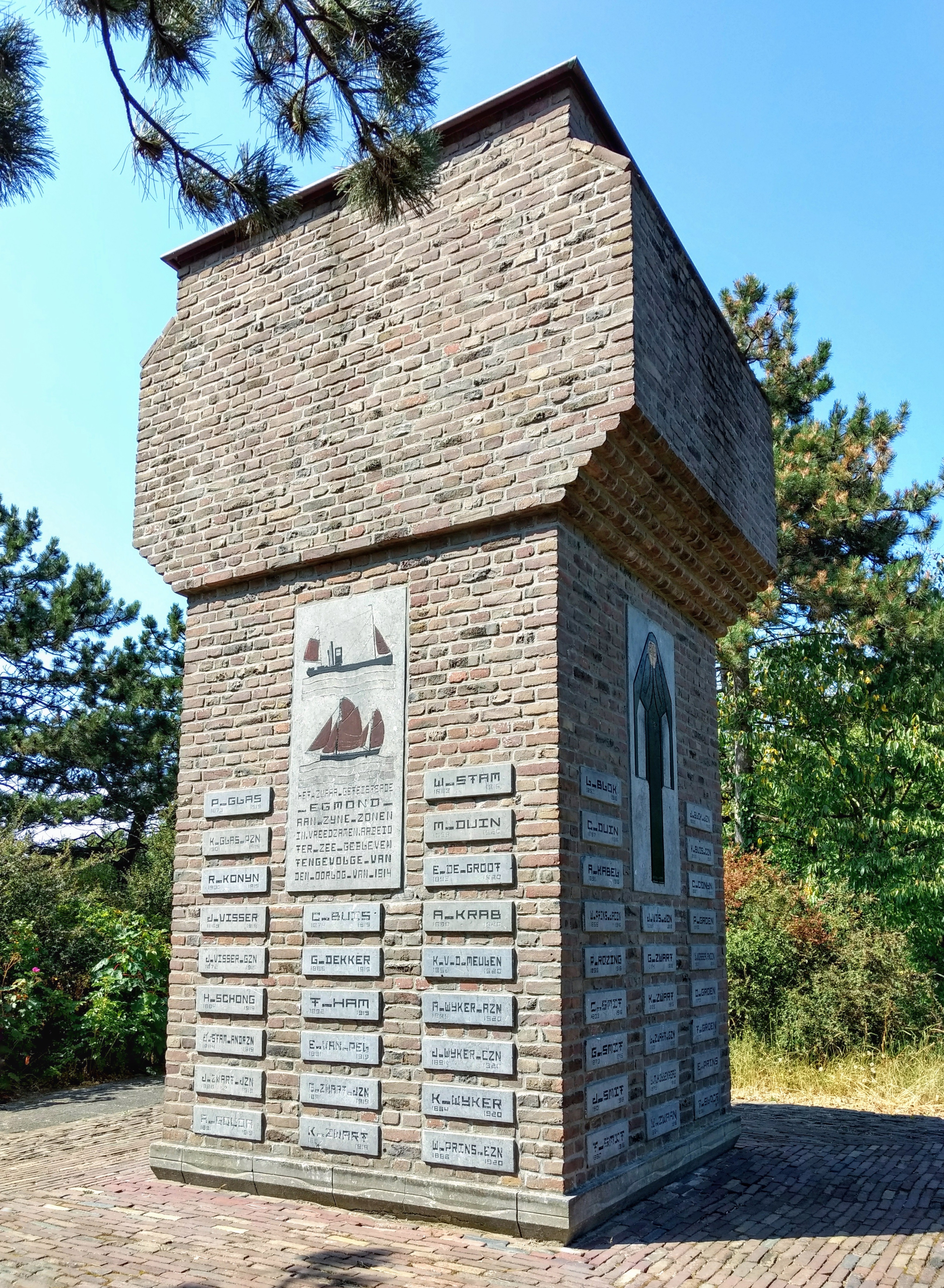
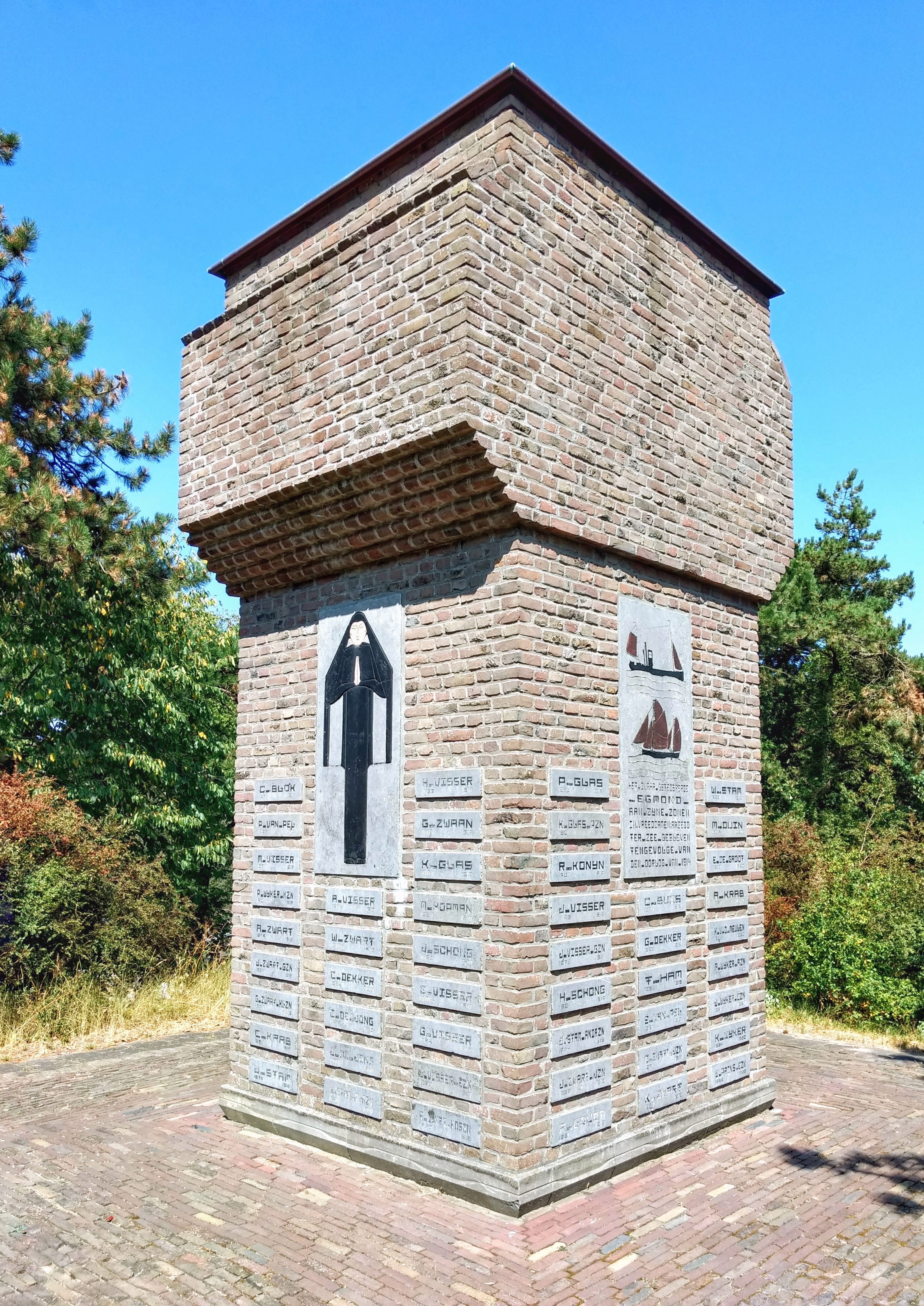
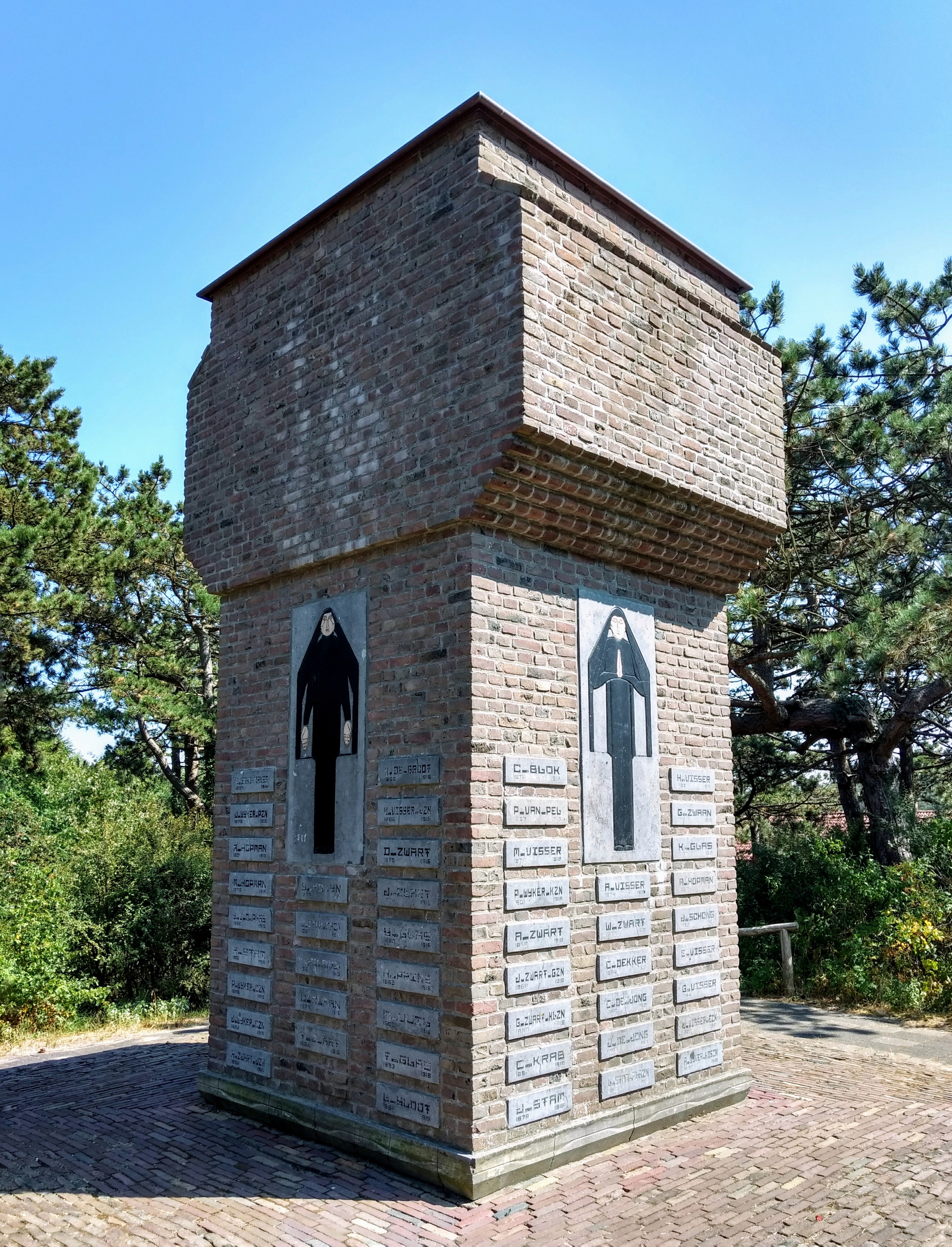